# Alfred Rahlfs
Alfred Rahlfs (ur. 29 maja 1865 w Linden (obecnie dzielnica Hanoweru), zm. 8 kwietnia 1935 roku w Getyndze) – niemiecki ewangelicki teolog i orientalista. Jeden z pionierów historyczno-krytycznych badań Septuaginty.

## Rozwój naukowy
Alfred Rahlfs był uczniem Paula Antona de Lagarde, u którego na uniwersytecie w Getyndze studiował teologię i orientalistykę, a w 1887 roku został tam doktorem filozofii. Od 1901 roku był tam profesorem nadzwyczajnym w dziedzinie Starego Testamentu, a od 1919 roku profesorem zwyczajnym.

## Göttinger Septuaginta-Unternehmen
Alfred Rahlfs prowadził badania Septuaginty, starożytnego przekładu Starego Testamentu na język grecki. Pod wpływem swojego nauczyciela Lagarda sporządził solidne naukowo-krytyczne wydanie tego pierwszego tłumaczenia Biblii. To wydanie świadczy nie tylko o trudnym do przecenienia znaczeniu historii prądów intelektualnych i kulturowych Septuaginty, lecz ma fundamentalne znaczenie dla badania hebrajskiego Starego Testamentu.
Aby mógł podołać tak wielkiemu przedsięwzięciu naukowemu i logistycznemu, w roku 1907 razem z Rudolfem Smendem wysłali prośbę o utworzenia instytutu do Preußisches Ministerium der Geistlichen, Unterrichts- und Medicinalangelegenheiten i w 1908 roku za zgodą ministerstwa powstał instytut Göttinger Septuaginta-Unternehmen. Pod kierownictwem Rahlfsa (1908-1933) położone zostały podstawy do historyczno-krytycznego wydania Septuaginty. Dla uporządkowania zgromadzonych w Getyndze fotografii, mikrofilmów i manuskryptów wprowadził Rahlfs-Nummer (system numeracji rękopisów Septuaginty), które stały się standardem międzynarodowym. Jeszcze za jego życia instytut Göttinger Septuaginta-Unternehmen opublikował trzy pierwsze tomy Psalmi cum Odis, Ruth, Genesis. W międzyczasie ukończono około dwie trzecie tomów edycji editio maior.

## Publikacje
Liczne publikacje Alfreda Rahlfsa skupiają się wokół badań Septuaginty. Poprzez jego osobistą znajomość rękopisów jego rozprawy mają do dzisiaj wpływ na badania historyczno-krytyczne tekstu i badanie historii Septuaginty.
Duże znaczenie ma podręczne wydanie Septuaginty, które Rahlfs wydał w 1935 roku i którego nowe wydania wciąż się ukazują. Wydanie to świadczy o tym, że zdawał sobie sprawę, że pełne wydanie zajmie wiele lat (do dzisiaj jest nieukończone). Podręczne wydanie Rahlfsa stało się standardowym dziełem i będzie takim dopóty, dopóki nie ukaże się pełne wydanie.

## Wydania
- Alfred Rahlfs (red.): Septuaginta, id est Vetus Testamentum Graece iuxta LXX interpretes; Stuttgart 1935, liczne wznowienia, ostatnie: Editio altera quam recognovit et emendavit Robert Hanhart; Stuttgart 2006
- Alfred Rahlfs, Verzeichnis der griechischen Handschriften des Alten Testaments, für das Septuaginta-Unternehmen, Göttingen 1914.
- Göttinger Akademie der Wissenschaften (red.): Vetus Testamentum Graecum auctoritate Academiae Scientiarum Gottingensis editum; Göttingen 1931 i późniejsze.
- Alfred Rahlfs (red.): Das Buch Ruth griechisch als Probe einer kritischen Handausgabe der Septuaginta. Privileg. Württ. Bibelanstalt, Stuttgart 1922.